# Psittacula
Psittacula is een geslacht van vogels uit de familie Psittaculidae (papegaaien van de Oude Wereld). De wetenschappelijke naam van het geslacht werd gepubliceerd in 1800 door Cuvier.

## Voorkomen
De soorten komen voornamelijk voor in Zuid-Azië en Zuidoost-Azië. De halsbandparkiet komt oorspronkelijk ook in Afrika voor en sinds de twintigste eeuw tevens als verwilderde populaties in grote steden in Europa.

## Soorten
De volgende soorten worden bij het geslacht ingedeeld:
- Psittacula alexandri – Alexanderparkiet
- Psittacula calthrapae – Smaragdparkiet
- Psittacula caniceps – Blyths parkiet
- Psittacula columboides – Malabarparkiet
- Psittacula cyanocephala – Pruimkopparkiet
- Psittacula derbiana – Lord Derby's parkiet
- Psittacula eques – Mauritiusparkiet
- Psittacula eupatria – Grote alexanderparkiet
- Psittacula finschii – Finsch' parkiet
- Psittacula himalayana – Grijskopparkiet
- Psittacula krameri – Halsbandparkiet
- Psittacula longicauda – Langstaartparkiet
- Psittacula roseata – Bloesemkopparkiet

### Uitgestorven
- † Psittacula bensoni – Thiriouxs parkiet
- † Psittacula exsul – Newtons parkiet
- † Psittacula eques eques – Réunionparkiet
- † Psittacula wardi – Seychellenparkiet